# Joan de Coïmbra i d'Urgell
Joan de Coïmbra i d'Urgell (Portugal, 1431 — Nicòsia, 7 d'octubre de 1457) fou príncep d'Antioquia (1431-1457) segon fill de Pere de Coïmbra, duc de Coïmbra i de la urgellenca Elisabet d'Urgell i Aragó, filla del comte Jaume II el Dissortat.

## Vida
Va prendre part en la batalla d'Alfarrobeira, on l'exèrcit del seu pare va ser derrotat per l'exèrcit real portuguès.
Va ser empresonat i havia de ser executat. No obstant això, a causa de la intervenció de la seva tia Isabel de Portugal, va ser enviat a l'exili a Borgonya, juntament amb el seu germà Jaume i la seva germana Beatriu. La seva tia Elisabet va regnar com la duquessa de Borgonya i va ser capaç d'oferir protecció als seus nebots i neboda com a esposa del duc Felip III de Borganya el Bo. En 1456, Joan va ser triat Caballero de l'Ordre del Toisón d'Or.
El 1439, el seu pare després de les corts, al desembre d'aquell any, havia pronunciat a favor seu, es va convertir en regent del Regne de Portugal en nom del rei, un menor d'edat, Alfons V.
Alfons V, que havia arribat a la majoria d'edat en 1446, del 9 de juny, 1448, va començar a governar directament, sense necessitat de la regència de l'oncle Pere, de fet sota la influència de l'altre oncle, Alfons I de Bragança, va cancel·lar totes les mesures. Va prendre a Pere, el primer duc de Coimbra, durant la regència. Això va portar a la ruptura que va donar lloc, en 1449, en una guerra oberta que va acabar amb la batalla al riu Alfarrobeira, prop de Vila Franca de Xira, on el Duc de Coïmbra va perdre la vida, mentre que els dos fills que havia lluitat al seu costat, tenia diferents tipus: el primogènit, el conestable de Portugal, Pere de Coïmbra, havia de marxar de Portugal i exiliar-se a Castella; el segon, Joan va ser fet presoner i tancat a la presó, juntament amb el seu germà, Jaume.
Joan, en un primer moment, va ser condemnat a mort, però després, per la intervenció de la seva tia, Isabel d'Avis, duquessa de Borgonya, amb els seus germans, Jaume i Beatriu, va ser lliurat al duc de Borgonya, Felip III el Bo, que el va fer residir a Flandes.
El 21 de desembre 1456, després d'haver rebut el títol de Príncep (propietari) d'Antioquia, a Nicòsia, John es va casar amb Charlotte de Lusignan, filla i hereva del rei de Xipre, Joan II i Helena Paleòleg, filla de Teodor II Paleòleg, dèspota de Morea (fill de l'emperador romà d'Orient Manuel II Paleòleg), i de Cleofe Malatesta de Pesaro.
Aquest matrimoni s'esmenta en Lignages d'Ultramar on parla de les filles del rei de Xipre, Joan II, Cleofe (mort jove) i Charlotte, la filla gran que es van casar amb Joan de Portugal, príncep d'Antioquia.
En 1456, Joan es va casar amb la futura reina Carlota de Xipre (1444-1487) a Nicòsia i li va ser atorgat el títol de Príncep d'Antioquia. Carlota era filla del rei de Xipre, Joan II de Lusinyà i era neta per la seva mare de Teodor II Paleòleg, dèspota de Morea.
Joan va morir a Nicòsia 7 octubre 1457, assassinat per enverinament per ordre de la seva sogra, Helena Paleòleg i va ser enterrat a Nicòsia en una tomba que porta el seu escut d'armes.

## Escut d'armes

Escut d'armes de Joan de Coïmbra-Urgell

Després del seu matrimoni amb la princesa Carlota, Juan va idear un escut d'armes, combinant: (I) el Regne de Jerusalem, (II) Portuguès-Anglès ancestres del seu pare, (III) el Regne d'Armènia, (IV) el Regne de Xipre, en la part superior les armes de Lusignan.